# KV58
Ngôi mộ KV58 nằm trong Thung lũng của các vị Vua ở Ai Cập. Nó được biết đến như là Ngôi mộ của những Cỗ Xe, và bên trong có chứa những đồng tiền từ ngôi mộ của Ay trong WV23. Không ai rõ nó có chứa xác ướp hay không.

## Xem thêm

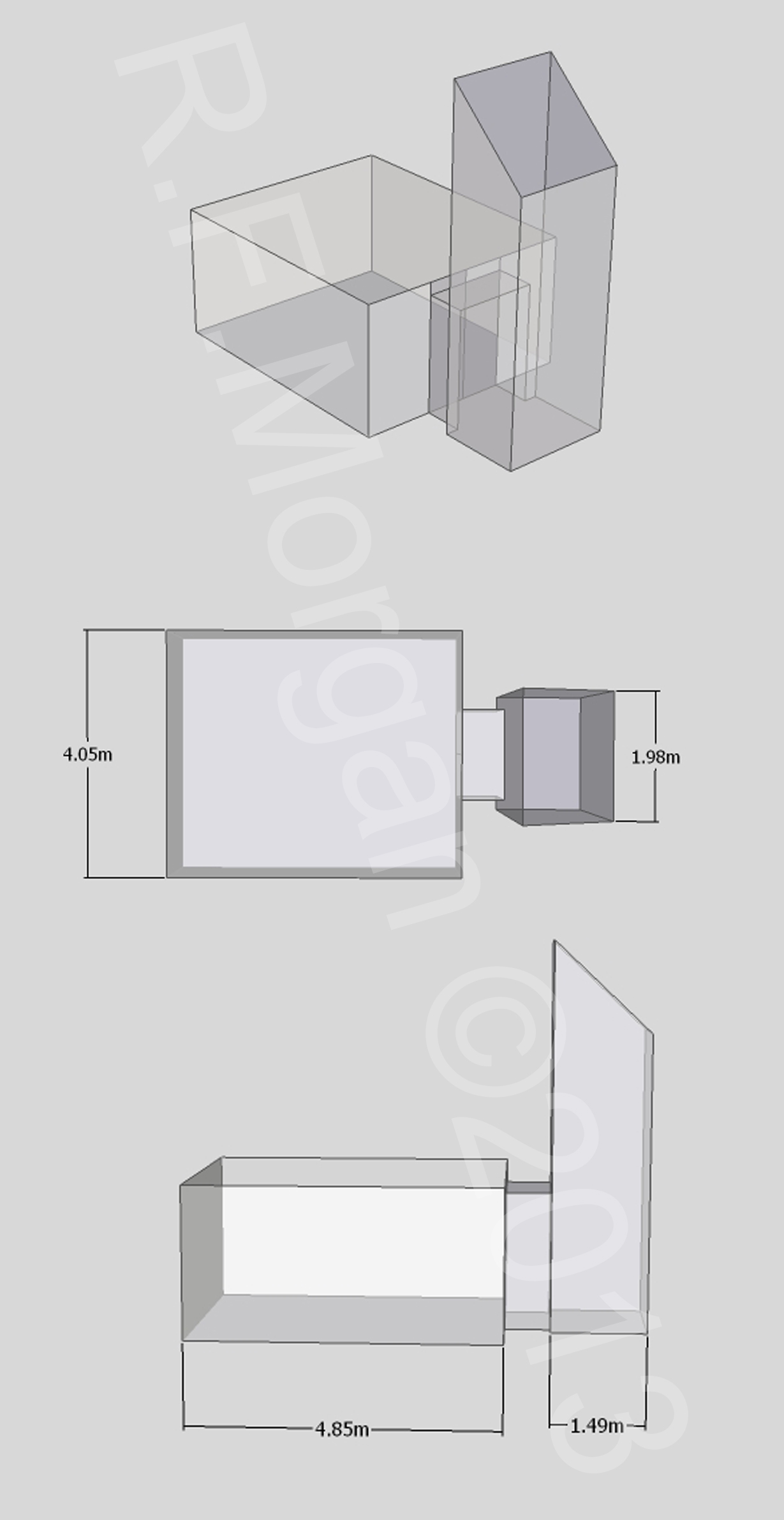
Hình ảnh của KV58 lấy từ một mô hình 3D

## Bản đồ vị trí các ngôi mộ
|  | Chủ đề Ai Cập cổ đại |